# Rekkof Aircraft
A Rekkof Aircraft é uma empresa holandesa dedicada à reiniciar a produção de versões melhoradas dos jatos regionais Fokker F70 e Fokker F100 após sua produção ter sido encerrada quando a Fokker foi declarada falida em 1996. Eles anunciaram seus planos pela primeira vez no final de 2003 e decidiram primeiro a relançar o Fokker F70NG (NG significa "Next Generation") e se houvesse pedidos suficientes, seria então implantado também o Fokker F100NG. Mudanças notáveis foram feitas nos modelos NG, como os winglets (inexistentes no Fokker 100) e motores diferentes. Uma possível versão alongada da aeronave também foi mencionada.
Rekkof Aircraft NG foi concebido em 1998 por Jaap Rosen Jacobsen e ex-empregados da Fokker Aviatik GmbH, com vista a reintrodução no mercado crescente de aviões de passageiros para voos regionais, evoluiu versões do Fokker 70 e Fokker 100; empresa que tenha envolvido tanto o design ea engenharia de novos modelos, como também a procura de ofertas de fabricantes de equipamentos e peças de aeronaves, busca global por um país para fornecer segurança e de política econômica para estabelecer a linha de montagem, bem como uma análise de mercado abrangente e de investimento; para lo cual Rekkof consultaram com as companhias aéreas ainda têm, Fokker serviço, na busca de possíveis ordens de compra, entre os mais citados foi a Companhia Real de Aviação KLM.
Vinda ao Brasil
A empresa decidiu em março de 2011 construir sua fábrica em Anápolis, Goiás, a montadora tinha previsão estar pronta no início de 2013, o primeiro avião seria o F100 com capacidade de até 122 passageiros, de início a montadora irá produzir aproximadamente 60 aeronaves/ano. O investimento seria de R$ 1,2 bilhões, geração de 2 mil empregos diretos e outros 5 mil indiretos.
As obras da fábrica tiveram início no mês de outubro de 2011, mas não passaram dos serviços de terraplanagem. A implantação de galerias pluviais, as instalações elétricas e as edificações da planta fabril, além do prédio administrativo não foram adiante. 
As operações teriam início em 2013, funcionamento da primeira etapa do empreendimento que consistiria na fabricação de 45% das peças utilizadas para o projeto do novo Fokker 100. Na segunda etapa, a produção de peças e componentes chegaria a 75% e a terceira etapa seria a produção completa da aeronave.
Outros projetos foram estudados, como a fabricação de aeronaves de pequeno porte e, possivelmente, equipamentos de uso militar como um helicóptero robótico que já existe na Holanda. Na época do anúncio do empreendimento Paulo Almada, Presidente da Rekkof Brasil, enfatizou que a unidade em Anápolis não seria uma montadora, “mas a primeira indústria aeronáutica da região”. Conforme observou, além de gerar empregos e altas somas em divisas, o empreendimento da Rekkof traia know-how e, dessa forma, agregaria valor à mão-de-obra, gerando oportunidades com salários entre R$ 25 mil e R$ 30 mil para profissionais que atuam em áreas como Engenharia Mecatrônica, Engenharia Mecânica e mesmo profissionais de Administração.
Estava previsto a utilização das instalações da Rekkof do Brasil para a montagem final de aviões menores, de até 30 lugares, em especial para os fabricantes LET, da República Tcheca e Dornier, empresa Suíça/Alemã. O LET 410 é um modelo para 19 passageiros e atualmente já opera no Brasil em cinco companhias aéreas. O Dornier modelo 228, para 30 passageiros tem um amplo mercado na América Latina, é um projeto novo, fabricado atualmente na Alemanha, que poderia ser montado no Brasil pela Rekkof. Esse trabalho seria inicialmente em regime de CKD (Complete Knock-Down), com produção em seus países de origem e apenas a montagem final na Rekkof.
Outro projeto seria um helicóptero robótico que já existe nos Países Baixos.
As oficinas da fábrica e seu pessoal seriam preparados para prestar serviços de manutenção em geral para as diversas companhias aéreas, sobretudo na América Latina. Além dos aviões da própria Fokker, que hoje operam na região, as oficinas seriam certificadas para prestação de serviços também para ATR, LET, Dornier, Cesna, além de reparos específicos para Boeing e Airbus

## Especificações[2]
|                                     | NG 70                         | NG 100                        |
| ----------------------------------- | ----------------------------- | ----------------------------- |
| Comprimento                         | 30,905 m                      | 35,528 m                      |
| Envergadura                         | 28,076 m                      | 28,076 m                      |
| Altura                              | 8,505 m                       | 8,505 m                       |
| Diâmetro Máximo da Fuselagem        | 3,300 m                       | 3,300 m                       |
| Corrida no Peso Máximo de Decolagem | 5463 ft                       | 6230 ft                       |
| Alcance                             | 2300 nmi (STD) 3000 nmi (ER)  | 2100 nmi (STD) 2400 nmi (ER)  |
| Teto Operacional                    | 39.000 ft                     | 39.000 ft                     |
| Velocidade Máxima de Cruzeiro       | Mach 0.8 (980 km/h) (609 mph) | Mach 0.8 (980 km/h) (609 mph) |